# Кристијан Мајер (пливач)
Кристијан Мајер (шп. Christian Mayer; Лима, 14. фебруар 1998) перуански је пливач чија специјалност су трке слободним и мешовитим стилом на 200 и 400 метара. 

## Спортска каријера
На међународној сцени је дебитовао у децембру 2018. на јуниорском првенству Јужне Америке где је освојио сребрну медаљу у трци на 400 мешовито. 
Први наступ у сениорској конкуренцији на међународној сцени имао је на светском првенству у Квангџуу 2019. где је наступио у тркама на 200 мешовито (44. место) и 400 слободно (42. место).  
Био је члан репрезентације Перуа на Панамеричким играма 2019. у Лими. 